# Katerina Čumačenko-Juščenko
Katerina Čumačenko-Juščenko (ukr. Катерина Михайлівна Ющенко - Kateryna Myhajlivna Juščenko) je ukrajinska i američka društvena i politička aktivistica, ujedno žena trećeg ukrajinskog predsjednika Viktora Juščenka. Rodila se 1961. u Chicagu u obitelji ukrajinskih useljenika. 
Njezin otac Mihajlo Čumačenko potječe iz sela Zajcevka u istočnoj Ukrajini. Mnogi članovi njezine obitelji umrli su od Velike gladi koja je 1933. harala Ukrajinom što je uveliko utjecalo na njezino profesionalno opredijeljenje kao aktivistice za zaštitu ljudskih prava. 

## Privatna biografija
Za vrijeme Drugog svjetskog rata, otac Katerine, Mihajlo Čumačenko razbolio se od tuberkuloze. Nakon rata osam godina proveo je u njemačkim bolnicama i sanatorijima i postupno prizdravio. Njegova supruga dotle je oskudno zarađivala kao krojačica pa je njihova prva kći Lidija (Katerinina sestra) veći dio djetinjstva provela u sirotištima i samostanima. Kad je prizdravio, bilo mu je ponuđeno da se vrati u sovjetsku Ukrajinu, ali je to odbio čuvši da su mnogi od onih koji su bili prisilno odvedeni na rad u Njemačku po povratku u domovinu završili u logorima u Sibiru pod sumnjom da su zapadni špijuni. Ostali su u Njemačkoj, a 1956. su uz pomoć ukrajinske crkve uspjeli emigrirati u SAD, u Chicago gdje postoji velika zajednica ukrajinskih useljenika. Mihajlo je opet počeo raditi kao električar, ona kao krojačica, a prezime su amerikanizirali u Chumachenko.
Godine 1961. u iseljeništvu se rodila Katerina Čumačenko te je kao tinejdžerica, da bi skupila novac za školovanje, radila 40 sati tjedno kao konobarica u restoranu. Nakon gimnazije dobila je stipendiju za studij politologije na sveučilištu u Georgetownu. Magistrirala je u Chicagu. Specijalizirala se za pitanja ljudskih prava.
Kateryna Chumachenko bila je fascinirana domovinom svojih roditelja o kojoj su joj mnogo pričali. U kući se govorilo ukrajinski, roditelji su se trudili da upozna ukrajinske običaje, tradiciju i kulturu pa su je rano uključili u ukrajinska kulturna društva u Chicagu. Majka ju je kao tinejdžericu dvaput vodila sa sobom u posjet obitelji u Ukrajini, 1975. i 1979. Na studiju u Georgetownu, u predgrađu Washingtona, nekoliko je godina bila predstavnica Ukrajinsko-američkog kongresa u Washingtonu.
Nakon studija zaposlila se u američkom ministarstvu vanjskih poslova u odjelu za ljudska prava. Promijenila je nekoliko poslova u državnoj administraciji, neko vrijeme radila u odjelu za odnose s javnošću Bijele kuće u doba predsjednika Georgea Busha, oca današnjeg predsjednika, pa u ministarstvu financija. Bila je odlično plaćena i stekla stanovit imetak.

## Život u Ukrajini
Kad je Ukrajina 1991. stjecala neovisnost, nagovorila je roditelje da svi zajedno posjete domovinu i možda se tamo vrate. Tada je i njen otac prvi put nakon 50 godina posjetio svoje rodno selo, gdje se susreo sa sestrom. Bio je šokiran onim što je vidio, nije mu se sviđalo to što je istočna Ukrajina rusificirana, što većina ljudi u Kijevu govori ruski i što gotovo svi ukrajinski mediji prate događanja na ruskom jeziku. Nisu mu se sviđale političke prilike u Ukrajini, njena zaostalost, a posebno je bio zgrožen time kako izgleda njegovo rodno selo te je kćeri rekao da se ne namjerava vratiti u Ukrajinu. Kao umirovljenik već je živio na sunčanoj Floridi. Ipak, poželio je da bude pokopan u Ukrajini. Kad je 1998. umro, kći mu je ispunila tu želju i pokopala ga u Kijevu.
Katerina Čumačenko u Ukrajinu se preselila sama. Došla je u Kijev kao predstavnica novog Ukrajinsko-američkog fonda, kojim je ukrajinska emigrantska zajednica u SAD-u uz pomoć američke vlade htjela pospješiti ekonomske i kulturne veze SAD-a i Ukrajine. Poslije se zaposlila u ukrajinskom ogranku velike američke financijske korporacije. Od 1993. radila je i kao savjetnica američke organizacije za međunarodnu pomoć, USAID-a, u Ukrajini. Organizirala je razmjenu stručnjaka SAD-a i Ukrajine, a 1995. posjet ukrajinskih bankara SAD-u. Među putnicima u SAD bio je i tadašnji visoki funkcionar Središnje banke Ukrajine Viktor Juščenko. Nakon što se razveo od prve žene, 1998. su se vjenčali.
Nakon što je 2005. Viktor Juščenko službeno postao treći predsjednik Ukrajine, Katerina Čumačenko-Juščenko snažno se uključila u društveno-humanitarne aktivnosti u Ukrajini i izvan nje. 

## Vanjske poveznice
- Biografija Katerine Čumačenko-Juščenko (eng.)
- Ukraine's first lady Kateryna Yushchenko in talks with Caritas Europa  Arhivirana inačica izvorne stranice od 12. lipnja 2013. (Wayback Machine)
- Opening Address - Kateryna Yushchenko  Arhivirana inačica izvorne stranice od 4. ožujka 2010. (Wayback Machine)